# Jacek Szczurowski
Jacek Szczurowski, zwany Hyacinthus lub Roxolanus (ur. 15 sierpnia 1716 na Rusi Czerwonej, zm. po 1773) – polski kompozytor przełomu okresu baroku i klasycyzmu.
Autor muzyki kościelnej: antyfony Ave Regina i Salve Regina, Introitus; koncerty kościelne Dziecino Boże, Infans pusille, Sub Tuum praesidium, Vanitas vanitatum, Vota mea; 9 litanii, motety (m.in. De Beata M., De Deo, Veni Creator, De Sanctis, Confessio et pulchritudo); 4 msze (m.in. Missa Emmanuelis), psalmy, Magnificat, Vesperae.
Autor muzyki świeckiej, utworów orkiestrowych, m.in. Symfonii – pierwszej polskiej (zaginionej) symfonii (1750). Obok Antoniego Milwida był jednym z pierwszych przedstawicieli muzyki symfonicznej w Polsce.
Członek zakonu jezuitów w Kaliszu. Święcenia kapłańskie otrzymał w 1737. Przebywał w ośrodkach jezuickich w Kaliszu, Krośnie, Gdańsku, Toruniu, Krakowie, Jarosławiu i Poznaniu.